# Franco Magnani
Pour les articles homonymes, voir Magnani.
Franco Magnani, né le 29 avril 1938 à Cesena, est un coureur cycliste italien. Il a gagné une étape du Tour d'Italie en 1963.

## Palmarès

### Palmarès amateur
- 1958
  - 2e du Circuito di Pavullo
- 1959
  - Gran Premio Montanino
- 1960
  - Trofeo Napoleone Faina

### Palmarès professionnel
- 1962
  - 3e de Sassari-Cagliari
- 1963
  - 15e étape du Tour d'Italie

## Résultats sur les grands tours

### Tour de France
1 participation
- 1962 : 83e

### Tour d'Italie
2 participations
- 1963 : 35e, vainqueur de la 15e étape
- 1964 : 80e